# Simon Epstein

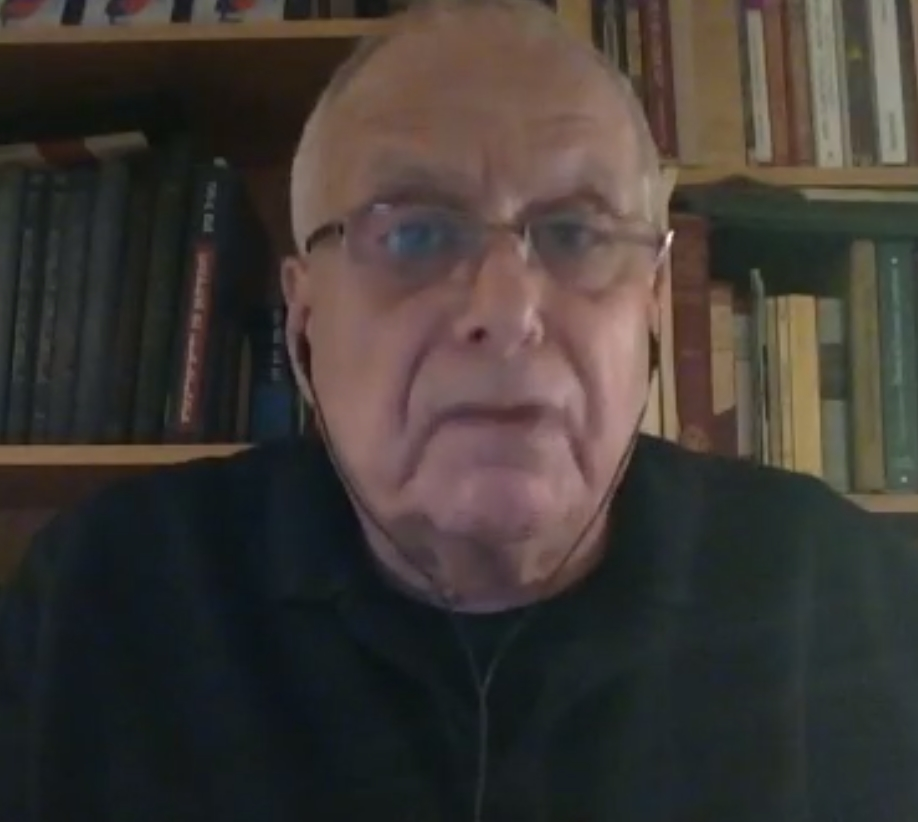
Simon Epstein

Simon Epstein (hebräisch סימון אפשטיין; * 1947 in Paris) ist ein israelischer Ökonom und Historiker.

## Leben
Simon Epstein trägt einen Doktortitel in Politikwissenschaft von der Universität Panthéon-Sorbonne (1990). 1974 zog er nach Jerusalem und arbeitete als Wirtschaftswissenschaftler für das israelische Finanzministerium. Seit 1982 liegt sein Forschungsschwerpunkt auf Antisemitismus und Rassismus. Als Professor und Forscher an der Hebräischen Universität in Jerusalem ist er dort Direktor des Internationalen Zentrums für Antisemitismusforschung.
Er ist Träger der Silbermedaille des Prix François Millepierres der Académie française.

## Werke
Er ist Autor mehrerer Bücher über Rassismus, Antirassismus und Antisemitismus, insbesondere in Frankreich während der Zeit der Dreyfus-Affäre und der deutschen Besatzung.
Als Hauptwerke gelten Les Dreyfusards sous l’Occupation und Un paradoxe français : antiracistes dans la Collaboration, antisémites dans la Résistance. Das Erstgenannte behandelt den Weg der Dreyfusards während des Zweiten Weltkriegs. Epstein zeigt, dass viele der Verteidiger von Alfred Dreyfus einerseits antirassistische Aktivisten (manchmal Mitglieder der Ligue Internationale Contre le Racisme et l’Antisémitisme) und linke Pazifisten und andererseits aktive Befürworter der Kollaboration mit dem nationalsozialistischen Deutschland waren, ohne notwendigerweise Antisemiten zu werden. Auch Un paradoxe français greift dieses Thema auf, dass nämlich antirassistische und pazifistische Aktivisten der Linken sich der Kollaboration zuwandten, und ergänzt es durch die Untersuchung der Anti-Dreyfusards, antisemitischen und rechtsradikalen Aktivisten, die sich dem freien Frankreich und der Résistance anschlossen. Dieses Buch untersucht ein Paradoxon, das von der „klassischen“ Geschichtsschreibung kaum beachtet wird. Allerdings werden diese historischen Untersuchungen von Literaturkritikern in der Presse als nicht sehr überzeugend angesehen.
Deutsche Übersetzungen seiner Werke liegen nicht vor.
- L’Antisémitisme français aujourd'hui et demain, Belfond, 1984, ISBN 978-2-71441-686-5.
- Cry of Cassandra: the resurgence of European anti-semitism, National Press, Reihe „A Zenith edition“, 1985, ISBN 978-0-91576-514-0.
- Les Chemises jaunes : chronique d'une extrême-droite raciste en Israël, Calmann-Lévy, Reihe „Histoire contemporaine“, 1990, ISBN 978-2-7021-1924-2.
- Les institutions israélites françaises de 1919 à 1939 : solidarité juive et lutte contre l'antisémitisme, 1990.
- Cyclical patterns in antisemitism: the dynamics of anti-Jewish violence in western countries since the 1950s, Vidal Sassoon International Center for the Study of Antisemitism, 1993.[7]
- Histoire du peuple juif au XXe siècle : de 1914 à nos jours, Paris, Hachette Littératures, 1982; Reihe Pluriel, Nr. 993, 2000, ISBN 978-2-01235-391-6.
- Les Dreyfusards sous l’Occupation, Albin Michel, Reihe „Bibliothèque Albin Michel de l'histoire“, 2001, ISBN 978-2-22612-225-4.
- Storia del popolo ebraico, Seam, 2001, ISBN 978-8-88179-386-0.
- Un paradoxe français : antiracistes dans la Collaboration, antisémites dans la Résistance, Albin Michel, Reihe „Bibliothèque Albin Michel. Histoire“, 2008, ISBN 978-2-226-17915-9.
- Henri Béraud (1885-1958), un poids lourd de l'antisémitisme. Archives juifs, 2010, doi:10.3917/aj.431.0039.
- 1930, une année dans l’histoire du peuple juif, Stock, 2012, ISBN 978-2-23407-065-3.[8][9]